# 瑞安·伯特兰
瑞安·多米尼克·伯特兰（英語：Ryan Dominic Bertrand；1989年8月5日—）是一名前英格蘭足球運動員，由翼鋒成功改造為後衛。

## 生平

### 球會
貝特蘭在倫敦薩瑟克出生，於2005年7月獲英超豪門車路士賞識，從基寧咸收歸旗下，經法庭仲裁車路士初步補償基寧咸12.5萬英鎊，於日後隨球員的表現再有增加。
2006/07年球季貝特蘭與同袍杰克·科克兩度外借到英甲球會般尼茅夫，均為期一個月，合共在聯賽上陣5場及英格蘭足總盃上陣兩場。他其後在一場對阿仙奴的青年賽事中受傷導致脾臟破裂，因而缺席球季餘下賽事。
2007年8月伯特蘭再被外借至另一支英甲球隊奧咸直到翌年1月，期間在聯賽上陣達21場及盃賽上陣3場。2008年1月4日剛結束奧咸的外借兩天，他又被借用到英冠球會诺里奇城直到球季結束，期間在聯賽上陣18場及英格蘭足總盃上陣1場，在左閘或左翼有連串使人印象深刻的出色表現，獲得諾域治球迷的擁戴而暱稱為「橡膠」（Plastic），源於同姓的比利時歌手「"橡膠"·貝特蘭」（Plastic Bertrand）。他表示希望來季可以重臨卡諾路球場繼續效力。2008年7月4日貝特蘭獲准外借重返諾域治直至翌年1月，並可優先續借到球季完結，期間在聯賽上陣38場及足總盃上陣2場，但球隊不幸在煞科日負於查爾頓後一同需要來季降班英甲。
2009年7月17日貝特蘭又再被外借，今次加盟英冠球會雷丁一整個球季，期間在聯賽上陣44場，僅缺席2場，及盃賽上陣7場，協助球隊在英格蘭足總盃晉級至半準決賽才遭阿士東維拉淘汰出局；並於2010年3月10日主場4-1擊敗射入個人首個職業聯賽入球。
返回母會後，貝特蘭獲得跟隨一隊進行季前訓練，並參與首場對水晶宮的熱身賽。2010年8月5日貝特蘭慶祝21歲生日，並同意外借到英冠球會諾定咸森林6個月。但僅在開季12場賽事後便接獲第5面黃牌，依例停賽1場。
2011年4月20日在主場3-1擊敗伯明翰城首次代表一隊上陣，於下半場入替艾殊利·高爾，並交出一記助攻予马卢达頂成3-0。
2012年5月19日，於切爾西對陣拜仁慕尼黑的歐冠決賽司职左中场首發上場，于70分钟被马卢达换下，並且隨隊贏得了歐冠冠軍，這是他第一次代表切爾西於歐冠賽事中出場，也讓他成為了史上第一個第一次歐冠出場就拿到歐冠冠軍的球員。
2012年8月12日，貝特蘭在3-2负于曼联的社区盾比赛中打入职业生涯首球。同年9月5日他与切尔西续签五年新约。2013年4月1日，他在1-0击败曼联的英格兰足总杯比赛中替换阿什利·科尔出场，随后科尔伤停2周后他成为队内唯一正牌左后卫，参加了主场对阵喀山鲁宾的欧洲联赛四分之一决赛。4月7日，他在2-1击败桑德兰的比赛中实现在切尔西的第50次出场。4月14日他出战对阵曼城的足总杯半决赛，4月17日他在对阵富勒姆的比赛中表现不错，助球队客场3-0取胜。
2014年1月17日，貝特蘭租借加盟阿斯顿维拉至该赛季结束。他在次日球队2-2战平利物浦的比赛中登场。
2014年7月30日，貝特蘭租借加盟南安普顿一赛季。他在8月17日英超第一轮中实现正式比赛首秀，在2-1负于利物浦的比赛中打满全场。9月27日他为南安普顿打入首球，助球队主场2-1击败女王公园巡游者。
2015年2月2日，修咸頓正式買斷貝特蘭。2016年7月12日，貝特蘭簽訂一份全新的五年合約。
2021年7月15日，伯特兰自由转会加盟英超俱乐部莱斯特城，签订了一份为期两年的合同。

### 國家隊
貝特蘭曾代表英格蘭參加不同年齡級別的青少年國際賽，是2008年歐洲U-19足球錦標賽英格蘭U19的主力成員，但球隊在捷克舉行的決賽週於分組賽提早出局。在代表英格蘭U20上陣1場後，獲得皮尔斯徵召提升上英格蘭U21，於2008年11月18日後補入替奧哈拉，友誼賽主場在布拉莫巷体育场首次上陣出戰捷克。
2012年7月2日，貝特蘭入选皮尔斯的2012年伦敦奥运会十八人大名单。他于7月20日首秀友谊赛对阵巴西，正赛阶段共出场四次。
2012年8月10日，貝特蘭首次入选英格兰国家队参加对阵意大利的友谊赛。他在第78分钟替换拜恩斯实现首秀，助英格兰2-1击败对手。他在对阵乌克兰的比赛中于73分钟出场并制造了由林柏特罚入的点球。
2012年8月8日，貝特蘭入选了对阵圣马力诺与波兰的2014年世界杯预选赛的大名单，但他由于病毒感染错过这两场比赛。

## 榮譽
車路士
- 英格蘭足總盃冠軍 : 2011-12
- 歐冠盃冠軍 : 2011–12
- 歐霸盃冠軍 : 2012–13

李斯特城
- 英格蘭社區盾 : 2021[15]

## 外部連結
- 足球数据库：賴恩·貝特蘭的球员统计数据
- 車路士官網簡歷
- 諾域治官網簡歷
- 英足總官網簡歷 （页面存档备份，存于）